# Phylloscopus subviridis
Phylloscopus subviridis е вид птица от семейство Phylloscopidae.

## Разпространение
Видът е разпространен в Афганистан, Индия, Пакистан и Туркменистан.